# Hacılar, Gelendost
Hacılar là một xã thuộc huyện Gelendost, tỉnh Isparta, Thổ Nhĩ Kỳ. Dân số thời điểm năm 2011 là 540 người.